# Triassoxyela foveolata
Triassoxyela foveolata (лат.) — ископаемый вид пилильщиков рода Triassoxyela из семейства Xyelidae. Один из древнейших представителей отряда перепончатокрылые. Обнаружен в триасовых ископаемых останках (Средняя Азия, Кыргызстан, Madygen, Dzhailoucho, карнийский ярус, около 230 млн лет). Длина тела 7,5 мм, длина переднего крыла 6,3 мм.
Вид Triassoxyela foveolata был впервые описан в 1964 году советским и российским энтомологом Александром Павловичем Расницыным (ПИН РАН, Москва, Россия). Включён в состав рода Triassoxyela Rasnitsyn 1964 вместе с видами T. grandipennis, T. orycta, T. kirgizica.